# Pietro Fuda
Pietro Fuda (Siderno, 28 febbraio 1943) è un politico italiano.
Già presidente della Provincia di Reggio Calabria dal 2002 al 2005 e poi senatore dal 2006 al 2008. Sindaco di Siderno dal 31 maggio 2015 fino al 9 agosto 2018.

## Carriera politica

### Nel centro-destra
Ingegnere idraulico, dirigente della Cassa del Mezzogiorno e della regione Calabria, inizia il suo percorso politico in Forza Italia: nella legislatura dal 1995 al 2000 è il primo degli eletti come consigliere della Regione Calabria. Assessore regionale e presidente della seconda commissione permanente della Regione Calabria, alle regionali del 2000 è nuovamente il primo eletto nella circoscrizione di Reggio. Assessore all'Industria per un anno, a luglio 2001, con il rimpasto di Giunta, non viene riconfermato dall'allora Presidente Giuseppe Chiaravalloti. Capogruppo di Forza Italia alla Regione Calabria, alle amministrative del 2002 (elezioni del 26 maggio) è eletto Presidente della Provincia di Reggio Calabria, con il 58,5% dei voti (coalizione di centrodestra), battendo l'uscente Presidente di centro sinistra, Totò Calabrò.
In Consiglio provinciale è sostenuto da una maggioranza costituita da: Forza Italia, UDC, Alleanza Nazionale, Nuovo PSI, PRI, UDEUR, I Liberal Sgarbi, Patto dei Liberaldemocratici. Nomina e governa con sei assessori, riducendo al minimo le cariche amministrative.

### Nel centro-sinistra
Il mandato amministrativo sarebbe scaduto nel 2007, ma Fuda si dimette il 30 novembre 2005: le elezioni amministrative della primavera avevano cambiato completamente l'assetto politico, nazionale e regionale, e molti partiti che facevano parte della sua maggioranza di centro destra a livello nazionale e locale avevano sostenuto i candidati di centro sinistra. Per correttezza istituzionale, non accettando di cambiare la maggioranza, Fuda rimette il mandato agli elettori, per lasciare decidere a loro da quale coalizione farsi governare.
Le dimissioni dall'incarico di Presidente coincidono con quelle da Forza Italia, alla quale Fuda contestava da tempo la mancanza di attenzione (governativa ma anche politica) per le problematiche reali del Mezzogiorno. Con il presidente della regione Agazio Loiero, che nel frattempo aveva abbandonato la Margherita, fonda il nuovo Partito Democratico Meridionale, partecipando a questo nuovo progetto politico, che in occasione delle elezioni politiche del 2006, come massima denuncia al sistema elettorale vigente, forma negli ultimi giorni utili una propria lista, con molti partiti minori, tra cui i Consumatori, a sostegno del Presidente Romano Prodi. In Calabria Fuda si candida come capolista al Senato, e viene eletto senatore: la lista supera lo sbarramento regionale, raggiungendo il 5,3%.
In Senato si iscrive al gruppo misto, in quota "PDM". Presidente della Commissione parlamentare per la semplificazione della legislazione da ottobre 2006, è membro della 6º Commissione permanente al Senato (Finanze e Tesoro). Termina il proprio mandato parlamentare nell'aprile 2008.

### Elezioni amministrative 15-16 maggio 2011 - Provincia di Reggio Calabria
Fuda, candidato Presidente della Provincia di Reggio Calabria alle elezioni amministrative del 15 e 16 maggio 2011 alla testa di una serie di liste civiche ottiene 64.252 voti, pari al 21,88% dei voti validi, quindi si posiziona al terzo posto e non riesce ad accedere al turno di ballottaggio ma entra comunque in consiglio provinciale in quanto candidato presidente non eletto.
Commentando i risultati elettorali Fuda afferma: "64.252 volte grazie agli elettori che hanno creduto nell'alternativa, nella possibilità di restituire alla politica il ruolo che le è proprio, di servizio ai cittadini e al territorio, nel bisogno di sganciarsi dalle vecchie logiche politico-partitiche e votare per un programma chiaro e per le persone che avrebbero potuto realizzarlo. [...] Un consenso così grande non può lasciarmi indifferente: mi commuove e mi sprona ad andare avanti. Per ora mi preme, semplicemente, ringraziare, uno per uno, tutti i miei elettori [...]".

### Elezioni politiche 2013
Nelle ultime elezioni politiche, tenutesi il 24 e 25 febbraio 2013, è stato candidato come capolista al Senato per il Centro Democratico, nell'ambito della coalizione "Italia. Bene Comune",comprendente il Partito Democratico, Sinistra Ecologia e Libertà e il PSI. 
Il partito Centro Democratico ha conseguito, nelle votazioni per l'elezione del Senato della Repubblica, 163.375 voti di cui ben 16.695 in Calabria.
Anche in considerazione del significativo risultato elettorale conseguito, l'Onorevole Bruno Tabacci, Presidente nazionale, lo ha nominato Coordinatore regionale per la Calabria del Partito Centro Democratico. "Ho il piacere di comunicarti" - scrive Tabacci in una lettera a Fuda - "che ti è stata affidata la responsabilità di coordinare l'attività politica del nostro movimento in Calabria, che sarà supportata da una struttura di coordinamento composta da coordinatori provinciali e dalle figure che riterrai più utili per il conseguimento del miglior risultato, a cui parteciperanno eventuali parlamentari e amministratori regionali aderenti a Centro democratico nella tua regione."

### L'iniziativa emendativa sulla responsabilità contabile

#### Il comma della discordia
A fine 2006, durante i dibattiti per l'approvazione della legge finanziaria, crea qualche attrito all'interno della maggioranza per essere il primo firmatario dell'emendamento, presentato nella competente Commissione permanente e poi ritirato, da cui fu estrapolato un singolo comma, inserito nel maxiemendamento governativo alla stessa legge finanziaria (comma 1343, impropriamente ribattezzato "Comma Fuda") che avrebbe ridotto i termini di prescrizione dei reati contabili. 
Circa la paternità dell'emendamento, nel corso del dibattito in Assemblea sul decreto-legge 27 dicembre 2006, n. 299, concernente abrogazione del comma 1343 dell'articolo 1 della legge 27 dicembre 2006, n. 296, recante disposizioni in materia di decorrenza del termine di prescrizione per la responsabilità amministrativa, Fuda, intervenendo in fase di discussione generale, afferma:"[...] Il comma 1343 del maxiemendamento alla finanziaria, quel comma della discordia, che per lungo tempo molti hanno impropriamente battezzato con il mio nome, è stato estrapolato, con modalità alle quali sono del tutto estraneo, dal testo di un emendamento ben differente dall'interpretazione altrettanto impropriamente veicolata nelle ultime settimane. 
L'emendamento originario, di cui rivendico - di quello sì - la più completa e totale paternità, era un testo ben diverso, completo e articolato, che nel pieno rispetto del termine quinquennale di prescrizione, rimasto fermo e immutato, rispondeva e risponde ad un'istanza di civiltà giuridica."
Il Procuratore generale della Corte dei Conti, Claudio De Rose ha pubblicamente denunciato che il comma 1343 accorciava i tempi di prescrizione per i procedimenti contabili a danno della Pubblica Amministrazione. Infatti il comma recita: «al comma 2 dell'art. 1 della L. 14 gennaio 1994, n. 20 le parole "si è verificato il fatto dannoso" sono sostituite dalle seguenti "è stata realizzata la condotta produttiva di danno".» In altri termini, con tale comma i termini di prescrizione nel diritto al risarcimento del danno di cinque anni vengono fatti decorrere dalla data del comportamento illecito e non dalla sua scoperta.
Secondo la nuova formulazione, a detta dei giornalisti durante le settimane della polemica, sarebbero caduti in prescrizione i procedimenti di responsabilità amministrativa (attualmente prescrivibili nell'ottobre 2011) per 310,8 milioni di euro di contributi europei per l'agricoltura irregolarmente concessi fino a dicembre 1998. Inoltre sarebbero stati prescritti i procedimenti per le consulenze e gli incarichi esterni irregolari, le responsabilità degli amministratori di S.p.A. a capitale misto o partecipato, come Enel, Alitalia o le aziende comunali che operano sul mercato.
Il comma è stato successivamente abrogato dal decreto-legge 16/2007.
Non sono mancate voci di supporto alla proposta di Fuda, primo fra tutti Piero Ostellino, che ha scritto sul Corriere della Sera "Forse, nella circostanza, neppure noi giornalisti - a cominciare da me stesso - abbiamo fatto bene il nostro mestiere. Forse, prima di gridare allo scandalo, avremmo dovuto chiederci se l'Italia sia davvero il Paese del Diritto o non piuttosto quello del Rovescio. Della confusione, invece che della chiarezza. Cioè del moralismo degli immorali". 
Dello stesso tenore l'articolo "Illeciti amministrativi, una sanatoria da rivalutare", a firma Sergio Soave pubblicato su Italia Oggi il 5 gennaio 2007 che scrive:"[...] Per la norma misteriosamente finita nella redazione definitiva della legge finanziaria che riduceva i termini di prescrizione per gli illeciti amministrativi si è scatenata una protesta così generale e unanime, un'indignazione così totalitaria da suscitare qualche sospetto". "[...] La protesta, fondatissima" sul "metodo surrettizio usato per introdurre l'emendamento nel testo [...] si è però estesa al merito della questione, trascinandolo nel fango dell'ignominia politica, in realtà senza alcuna ragione seria". Riconoscendo quindi la rilevanza del problema sollevato afferma che "[...] Tra tutti i dirigenti politici solo il Ministro della Giustizia ha trovato il coraggio di dirlo. In Italia si trattano meglio i ladri dei sindaci: era così già prima dell'indulto, che applicandosi solo al penale peggiora ancora una situazione già assurda. Ma, come si è visto, quasi nessuno si è occupato del merito della questione."

#### La vicenda del comma Fuda secondo Mastella
"Poveretto — commentò il ministro Clemente Mastella — È venuto da me sconvolto e sconfortato, e gli ho dovuto fare coraggio. Fino a prova contraria è una persona perbene. Ha ideato questo comma solo per evitare una via crucis a tanti amministratori locali, cosa che ho anche tentato di spiegare a Prodi. Ma oramai si era scatenata la gazzarra su Fuda, visto come il diavolo tentatore e diventato famoso per una cosa che infame non è. Gli hanno buttato fango addosso solo perché è un brutto anatroccolo del Sud. Perché diciamoci la verità: non è un adone, è di Reggio Calabria, ha l'accento meridionale... È stato la vittima di un vero e proprio episodio di razzismo. Fosse stato un senatore nato al Nord, nessuno avrebbe pensato che a ispirarlo c'erano amici compiacenti".

#### Che cosa è stato detto da Fuda
Secondo Fuda l'emendamento originario, composto di tre commi, interveniva sui termini degli illeciti penali per colmare quello che, diffusamente e da più parti, è stato ritenuto come un grave vacuum legislativo. Il 31 gennaio 2007, durante la discussione in Assemblea per l'approvazione della legge 296/2006, Fuda interviene in sede di discussione generale del provvedimento per chiarire la sua posizione. Al termine del suo lungo intervento il Senato, con un ordine del giorno, impegnava il Governo a legiferare in materia per risolvere definitivamente la questione.

### Fuda in rotta con la lista dei consumatori
Il Codacons, associazione a difesa dei consumatori e dell'ambiente nella cui Lista Consumatori Fuda è stato eletto, dopo la vicenda dell'emendamento sulla responsabilità contabile dichiarò di voler promuovere una causa contro il senatore per ottenere il risarcimento per danni all'immagine del movimento.
Secondo i numerosi comunicati ufficiali disponibili sul sito della lista consumatori, esisterebbe un battibecco tra la stessa e Fuda che si ostinerebbe sostenere che "il merito della sua elezione è suo e basta poiché i voti li ha presi solo lui". Sul sito ufficiale di Fuda sono state pubblicate le agenzie di stampa che hanno battuto sia i comunicati della lista consumatori che quelli dello stesso Fuda.
Inoltre la lista dei consumatori rimproverava a Fuda che "tante volte non si ha tempo di telefonare, ma in politica se non ci si iscrive con il nome della Lista al Senato, se non si presenta un solo ddl di interesse dei consumatori e via dicendo, bisogna almeno trovare il tempo di rispondere al telefono!". 
In serata la risposta di Fuda: "È difficile rispondere al telefono quando si passano le giornate tra lavori in aula e in commissione, e ogni piccola distrazione può portare sotto la maggioranza".
In definitiva "Lista Consumatori non ne può più e invitava il Senatore Fuda a rendere la sua storia politica autonoma dal nome dei consumatori che pure hanno consentito sua elezione al Senato". Ma Fuda si era già dimesso, come ricorda: "È quantomeno disarmante che la Lista Consumatori, poche ore dopo aver ricevuto la mia risposta all'assurda lettera ricevuta martedì scorso, in cui mi si davano pochi giorni di tempo per costituirmi come gruppo Consumatori al Senato, impegni il proprio addetto stampa in dichiarazioni ben differenti da quelle che ci si aspetterebbe in un momento così delicato, sia a livello regionale che nazionale". Poco dopo arriva anche una precisazione: il Codacons precisa che il comunicato è stato diramato unicamente dalla Lista Consumatori Codacons e Lista Consumatori sono infatti due soggetti diversi e autonomi, che hanno in comune solo l'addetto stampa.

### Incompabilità e conflitto d'interesse
Il Senatore Fuda è amministratore unico delle Sogas, carica dalla quale - secondo tutti i precedenti della Camera - avrebbe dovuto dimettersi per incompatibilità. Intervistato da Report su Rai 3 afferma che non percepisce alcun compenso in quanto devolve tutto "ad un istituto di beneficenza". Secondo quanto appurato da Report a Fuda "spettano circa 4 mila euro al mese e li devolve alla fondazione calabrese Padre Catanoso solo che il presidente della Fondazione Catanoso è lui. E non vuol saperne di dimettersi dalla Sogas, la società che gestisce l'aeroporto sullo stretto e riceve fondi pubblici.
Secondo Fuda non ha senso lasciare l'aeroporto in quanto, in sua assenza, potrebbe regredire: "che senso ha che io faccia il senatore e non pensi ai problemi del territorio. Il territorio ha bisogno di un aeroporto". Al giornalista che gli ricorda che proprio questo è il motivo della sua incompatibilità tra ruolo di amministratore di una società pubblica e parlamentare che legifera in tema anche di spesa Fuda risponde: "io farei il ragionamento inverso se così è, metterei dei parlamentari dappertutto in modo che potessero rispondere delle loro cose, per poter accelerare le procedure nel Mezzogiorno".
Il 26 febbraio 2008, a Camere sciolte, la Giunta delle elezioni del Senato dichiarò all'unanimità la compatibilità della carica di amministratore unico della SOGAS, per le motivazioni di seguito riassunte: "preso atto che l'azionariato della società SoGAS non contempla organi dello Stato e che gli altri enti pubblici che vi partecipano non ricevono finanziamenti dello Stato specificamente diretti a questo, non può ricorrere l'ipotesi di cui al secondo comma dell'articolo 2 della legge del 1953, che attiene alla gestione di servizi "di qualunque genere per conto dello Stato o della Pubblica Amministrazione": l'agire "per conto" implica (in applicazione di un elementare concetto giuridico) una forma di rappresentanza indiretta, che non sussiste, poiché la SoGAS agisce in nome e nell'interesse proprio e non certo per conto (e quindi in rappresentanza) dello Stato e della Pubblica Amministrazione (il che ha delle implicazioni necessarie e ineludibili anche in tema di responsabilità e di giurisdizione). Non si versa né nella situazione di un soggetto che agisca "in nome e per conto" del rappresentato (rappresentanza diretta), né in quella di chi agisca "per conto" del rappresentato (rappresentanza indiretta): l'agire "per conto" sta appunto a qualificare l'esistenza di una rappresentanza indiretta che, nella specie, non è nemmeno lontanamente ipotizzabile, né può risolversi in un semplice "riflesso" (costituente una semplice ricaduta di effetti favorevoli)".

## Altre vicende
Secondo quando riportato dalla stampa, Fuda sarebbe sotto inchiesta e il suo nome comparirebbe in uno dei tronconi dell'indagine sugli appalti del Decreto Reggio, condotta dalla Dda di Catanzaro. Intercettazioni telefoniche mostrerebbero i "contatti tra il parlamentare, all'epoca presidente della Provincia di Reggio Calabria militante nella Casa delle libertà, e Paolo Romeo, ex deputato del Partito Socialista Democratico Italiano e presunto capo del "comitato d'affari" reggino che avrebbe avuto interessi nelle opere del Decreto Reggio". 
Fuda non ha tuttavia mai ricevuto alcun avviso di garanzia né è stato mai sentito come persona informata dei fatti. Le indagini hanno infatti dimostrato come le predette intercettazioni non avevano alcuna rilevanza penale dal momento che si limitavano a valutazioni e commenti sulla situazione politica. L'indagine è stata quindi archiviata su richiesta della stessa Procura della Repubblica competente.

### Ascoltato come persona informata dei fatti
"Fuda vuol far sapere al Capo che il suo cuore batte sempre a destra, anche se è costretto a stare oggi a sinistra e che comunque se gli dovessero toccare gli interessi e le cose sue, il Cavaliere deve starne certo: Fuda gli darà un aiuto in Parlamento." 
Con queste parole, pronunciate da Agostino Saccà ed estrapolate da intercettazioni telefoniche, si è aperta un'indagine su possibili episodi di corruzione in cui si vede indagato l'ex premier Silvio Berlusconi a proposito di una compravendita di Senatori della Repubblica per dare una spallata al governo Prodi. L'inchiesta è stata archiviata su richiesta della Procura della Repubblica competente.

## Procedimenti giudiziari
Nel 2019 Fuda viene messo sotto indagine dalla DDA di Reggio Calabria con l'accusa di concorso esterno in associazione mafiosa. 
Nel 2021 viene rinviato a giudizio dal tribunale di Locri.